# Hassan al-Banna
Hassan al-Banna (àrab: حسن البنا, Ḥassan al-Bannā) (14 d'octubre de 1906 - 12 de febrer de 1949) va ser un pensador egipci, fundador de l'organització dels Germans Musulmans i considerat el pare de l'islamisme polític modern.
Pertanyia a una família religiosa: El seu pare, rellotger de professió, era diplomat de la facultat de teologia a la prestigiosa universitat d'Al-Azhar. Dedicava el temps lliure a l'estudi de la sunna (fets i dites de Mahoma, que són una de les principals fonts per a l'elaboració de la doctrina islàmica).
Va fundar la seva primera organització als vuit anys, l'Associació per la Bona Conducta. Més endavant va formar part d'una confraria sufí. Als 16 anys va ser admès gràcies als seus coneixements en matèria de religió a la universitat d'Al-Azhar. Per les seves altes qualificacions el Ministeri d'educació li va oferir una beca per ampliar els estudis a Europa, però Al-Banna va declinar l'oferiment.
Va treballar llavors com a professor a la petita localitat d'Ismaïlia, al nord-est del Caire. En aquesta ciutat es va fundar el 1928 l'organització dels Germans Musulmans, que responia a la convicció que només el retorn a l'islam podia alliberar Egipte de la colonització política i cultural britànica. Hàssan al-Banna advocava per la restauració del califat, abolit poc abans, amb la proclamació de la República Turca que donava fi a l'Imperi Otomà, a què estaven lligats els últims califes. D'acord amb això, Al-Banna era panislamista, és a dir que creia més en una unitat basada en la fe islàmica que en la identitat nacional: a la noció de watan (nació territorial, pàtria) contraposava la d'umma (nació o comunitat de creients). També era favorable a un islam integral, contrari a un estat laic, en què la fe i la tradició islàmica no es restringís a l'àmbit privat, sinó que fos el fonament de l'organització estatal, d'acord amb el lema islamista al-islam, din wa-dawla: "l'islam, religió i Estat".
Els Germans Musulmans van conèixer un ràpid apogeu. Hàssan al-Banna es va fer un personatge molt popular gràcies a la seva habilitat en teixir una xarxa islamista que actués com un contrapoder davant l'Estat egipci: va fundar escoles, associacions de caritat, dispensaris mèdics, biblioteques i petites empreses. El 1948 l'organització ja comptava amb dos milions de membres i suposava una amenaça per a la monarquia egípcia, sobretot perquè havia començat a organitzar accions violentes contra l'estat. En l'onada repressiva que va seguir, Al-Banna va ser assassinat el 12 de febrer de 1949.